# Андреевский погост
Андреевский погост — урочище, находящее в  Киржачском районе Владимирской области России. Бывший населённый пункт Покровского уезда Владимирской губернии. В настоящее время на этом месте расположены: церковь Андрея Первозванного, мемориальный комплекс «Место гибели Ю. А. Гагарина и В. С. Серёгина» и гостевой домик при мемориале.

## География
Урочище находится в западной части области, в зоне хвойно-широколиственных лесов.

## История
В 1628 году Андреевский погост входил в состав Аргуновской волости. В конце XIX века в состав Овчининской волости Покровского уезда Владимирской губернии.
По данным на 1857 год: 5 дворов, жителей мужского пола 9, женского 11. Ярмарки две: 30 ноября и в День жён-мироносиц.
По данным на 1859 год: 4 двора, 21 житель (9 — мужского пола, 12 — женского).
По данным на 1905 год: 7 дворов, 25 жителей.

## Церковь Андрея Первозванного
Церковь в погосте Андреевском существовала уже в начале XVII века. В патриарших окладных книгах 1628 года имеется запись: «церковь Андрей Первозванный в Аргуновской волости… дани девять алтын полтретьи деньги, десятильничьих и заезда 5 денег, по наказу гривна».
В 1656 году местный вотчинник Роман Семенов Воейков построил вновь церковь также во имя святого апостола Андрея. Эта церковь в 1654 году платила дани в патриаршую казну «3 рубля 8 алтын 2 деньги», в 1712 году «3 рубля 21 алтын 4 деньги», в 1746 году «3 рубля 65 копеек».
В 1762 году в этом погосте, с благословения епископа Переславского Сильвестра, была построена другая деревянная церковь, во имя святого Николая Чудотворца. При двух церквях была деревянная колокольня.
В 1825 году вместо двух деревянных церквей устроен каменный храм с такой же каменной колокольней.
По данным на 1897 год: в церкви было три престола. Из священных предметов своею ценностью отличаются — потир с дискосом, на престольный крест, дарохранительница и два напрестольных Евангелия; по своей древности замечательны два напрестольных креста, серебряное кадило и напрестольное Евангелие — печати царствования Михаила Федоровича. Первые три вещи пожертвованы Мисаилом, митрополитом Белгородским и Обоянским, как видно из надписи: «лета 7183 Великий Господин преосвященный Мисаил, митрополит Белгородский и Обоянский, дал сей крест вкладу по своих родителях к церкви ко апостолу Андрею Первозванному». Церковные документы: копии с метрических книг с 1795 года, исповедные росписи с 1829 года.
Причта по штату в конец XIX века полагалось: священник, диакон и псаломщик. На содержание их расходовалось: от служб и требоисправлений до 1000 рублей и процентов с причтового капитала, образовавшегося от продажи церковного леса, 446 рублей 80 копеек в год. Дома у членов причта были собственные на церковной земле.
Земли при церкви: 143 десятин 1552 квадратных сажень; из них усадебной 1 десятина, пахатной 17 десятин, покосной 1400 квадратных саженей, строевого леса до 14 десятин, остальные — мелколесье и кустарник.
Приход по данным на 1897 год состоял из деревень: Новоселова (2 версты от церкви), Кошелева (4 версты), Малых Горок (4 версты), Харланова (2 версты) и Петряева (1 верста), по клировым ведомостям в них числилось 847 душ мужского пола и 965 женского пола; из них раскольников перекрещенцев 7 душ обоего пола. В приходе имелось две народных школы: в погосте Андреевском церковно-приходская школа (в 1895 году учащихся было — 6) и в деревне Новоселове земская школа (в 1894—95 учебном году учащихся было — 52).
Кирпичная церковь, построенная в 1825 в стиле классицизма. Двусветный четверик с узкими боковыми портиками, увенчанный невысокой ротондой, с двухпридельной трапезной и трёхъярусной колокольней. В трапезной были Никольский и Мироносицкий приделы. Закрыта не позже 1930-х, в 1970-х частично отремонтирована. В 2000-х возвращена верующим, ремонтируется.
Свято-Андреевский храм восстанавливается при непосредственном участии космонавтов во главе с А. А. Леоновым. Часть росписей внутри храма сделана по эскизу самого А. А. Леонова, поэтому под куполом рядом с Христом и Андреем Первозванным изображён парад планет и космический корабль, на стенах — святые-покровители первого отряда космонавтов. На отреставрированной колокольне установлена звонница с 9 колоколами, по количеству космонавтов, погибших за историю космических полётов, и каждый колокол носит имя одного из них.

## Мемориальный комплекс «Место гибели Ю. А. Гагарина и В. С. Серёгина»
27 марта 1968 года во время тренировочного полёта вблизи деревни Новосёлово погибли Герои Советского Союза первый в мире летчик-космонавт Ю. А. Гагарин и летчик-испытатель В. С. Серёгин. На месте их гибели 17 октября 1975 года открыт мемориал. Памятник представляет собой 16-метровую стелу в форме крыла самолета, выполненную из красного гранита. Мемориал сооружён по проекту группы скульпторов и архитекторов во главе с профессором Н. Н. Улласом. Вместе с ним работали скульптор М. М. Болховитинов и главный архитектор Владимирской области А. П. Акимов. На территории мемориала установлен самолет «МИГ-15» — точная копия того, на котором и совершили свой последний полёт Ю. А. Гагарин и В. С. Серёгин.
В сентябре 2016 года принято решение о масштабной реконструкции Мемориала на месте гибели Героев Советского союза Ю. А. Гагарина и В. С. Серёгина.